# Карликовая саламандра
Карликовая саламандра (лат. Eurycea quadridigitata) — хвостатое земноводное из семейства безлёгочных саламандр.
Общая длина достигает 5—8,9 см, из которых почти две трети приходится на хвост. Голова довольно широкая. Глаза большие, навыкате. Туловище стройное. Имеет только по 4 пальца на передних и задних ногах — отсюда происходит видовое латинское название. Окраска жёлто-коричневая с тёмными пятнышками на спине или чёрными полосами по бокам.
Летом и осенью карликовая саламандра живёт по берегам рек в болотистых лесах, а в декабре уходит в воду, где держится до конца февраля. Днём скрывается в лесной подстилке. Активна ночью. Питается мелкими беспозвоночными.
Самка откладывает 12—48 яиц, прикрепляя их поодиночке или группами к подводным растениям. В марте появляются личинки. Метаморфоз длится 2—3 месяца, после чего они выходят на берег.
Живёт на территории от северной части штата Калифорния до Оклахомы и от Техаса до северной Флориды (США).